# Pneumatopteris stokesii
Pneumatopteris stokesii är en kärrbräkenväxtart som först beskrevs av E. Brown och F. Brown, och fick sitt nu gällande namn av Holtt. Pneumatopteris stokesii ingår i släktet Pneumatopteris och familjen Thelypteridaceae. Inga underarter finns listade.